# Ravno Brdo
Ravno Brdo – wieś w Słowenii, w gminie miejskiej Lublana. W 2018 roku liczyła 60 mieszkańców. 